# Шевченко Сергій Васильович
Сергі́й Васи́льович Шевче́нко (4 березня 1958, Херсон, УРСР — 23 березня 2024) — український футбольний тренер, колишній радянський футболіст, який грав на позиції півзахисника.

## Кар'єра футболіста
Футбольну кар'єру розпочав у херсонському «Кристалі». Виступав також за клуби «Греничерул» (Глодяни), «Ністру» (Кишинів), «Зоря» (Бєльці), СК «Одеса», «Суднобудівник» (Миколаїв). У 1991 році закінчив футбольну кар'єру.

## Тренерська кар'єра
У 1992 році розпочав тренерську роботу в клубі «Меліоратор» (Каховка). Потім тренував клуби «Кристал» (Херсон), «Нафтовик» (Охтирка), «ІгроСервіс» (Сімферополь). Після того, як влітку 2009 року «ІгроСервіс» припинив виступи серед професіоналів, повернувся у клуб охтирського «Нафтовика-Укрнафта». У червні 2010 року змінив клуб на ПФК «Севастополь». Після поразки «Севастополя» від «Волині» у 9-му турі Епіцентр Чемпіонату України Сергій Шевченко пішов у відставку.
У серпні 2016 року очолив відроджену сімферопольську «Таврію».
Під час окупації Херсонської області російською армією наприкінці липня 2022 року погодився очолити зібрану окупантами футбольну команду. За це у 2023 році УАФ позбавив Шевченка усіх нагород та звань і довічно усуненув від будь-якої діяльності пов'язаної з футболом.
Помер 23 березня 2024 року у Криму від інфаркту нирки.

### Тренерські досягнення
- Переможець Першої ліги чемпіонату України: 2006/07.
- Переможець Другої ліги чемпіонату України: 1997/98 (група Б), 2000/01 (група В).

## Освіта
Закінчив Миколаївський державний педагогічний інститут (факультет фізичного виховання), Вищу школу тренерів України (м. Київ). Має Pro-диплом УЕФА[джерело?].